# Francisco Marhuenda García
Francisco Marhuenda García, més conegut com a Paco Marhuenda, (Barcelona, 12 de gener de 1961) és un jurista i periodista català.

## Biografia
Llicenciat en Periodisme i doctorat en Dret, és professor de Dret constitucional a la Universitat Autònoma de Barcelona. Col·laborà a El Noticiero Universal i Economist & Jurist, així com fou columnista d'ABC. Alhora, fou Secretari General del Club Liberal de Barcelona, membre del comitè executiu de les joventuts d'Unió de Centre Democràtic i president de la Jove Cambra de Barcelona i de la Federació de Joves Cambres de Catalunya.
Des de 1993 exerceix com a professor en diferents universitats espanyoles. Ha estat professor de Comunicació i Dret de la Informació en la Universitat Abat Oliba i professor de Dret Constitucional en la Universitat Autònoma de Barcelona. Actualment és docent a la Universitat Rei Joan Carles.
El 1995 s'afilià al Partit Popular i fou elegit diputat a les eleccions al Parlament de Catalunya de 1995, on es presentà com a «Francesc Marhuenda». El 1996 fou nomenat director del Gabinet del ministeri d'Administracions Públiques, el 1999 director del Gabinet del Ministre d'Educació i Cultura i el 2000 director general de Relacions amb les Corts del Ministeri de la Presidència.
Durant l'ocupació d'aquests càrrecs es va veure embolicat en diferents escàndols. El 1997 fou acusat de defensar Javier de la Rosa des de les planes del diari ABC i l'octubre de 1999 va vendre un fons documental de l'empresa Estrategias, Asesoramiento y Comunicación, SL de la qual suposadament era titular, a l'Instituto Ramón Carande, de la Universidad rey Juan Carlos, dependent del Departament d'Ensenyament de la Comunitat de Madrid per 18,5 milions de pessetes a l'octubre de 1999, arribant a cobrar del mateix centre per altres conceptes fins a 32 milions de pessetes entre 1999 i 2000, cosa que fou denunciada pel PSOE de Madrid l'abril de 2001 com a incompliment de la Llei d'Incompatibilitats. Poc després deixà la política i fou nomenat director a Catalunya del diari La Razón. El 2008 en fou nomenat director a nivell estatal.
Entre també 2002 i 2006 fou membre del consell d'administració d'Eurobank, entitat bancària catalana que va fer fallida en 2002 i fou intervinguda pel Banc d'Espanya, alhora que el seu antic president, Eduardo Pascual Arxé, era detingut en març de 2013 sota l'acusació d'apropiació indeguda i estafa per ordre de la jutgessa Mercedes Alaya, qui investiga el cas dels ERO d'Andalusia. Encara imputat en aquest sumari per presumpta corrupció, resta a l'espera de judici.
El maig de 2014, amb l'ampliació d'una primera denúncia en contra d'uns policies, va ser imputat per la publicació a La Razón de les fotografies 33 jutges catalans que havien signat un manifest a favor de la consulta sobre la independència de Catalunya, de les quals almenys 22 procedien dels seus DNI, quelcom que podia suposar un delicte de violació de la intimitat i d'imatge. Davant de la justícia va afirmar que les fotografies van arribar a la seu del diari en un sobre amb un informe i una sentència, i que, en no haver-hi consell de redacció a La Razón, ell va ser l'únic responsable de la publicació a l'article de les imatges esmentades.
El 2017 fou condemnat pel Tribunal Suprem espanyol per la publicació d'una notícia falsa publicada al diari La Razón el 2013 on insinuava que el comissari Narciso Ortega havia comés un delicte de prevaricació. Aleshores el Tribunal Suprem ratificà allò que ja havia sentenciat l'Audiència Provincial de Barcelona, obligant a Francisco Marhuenda i el periodista Jesús María Zuloaga a pagar 30.000 euros.
Destacada figura de l'anticatalanisme, ha col·laborat a diferents programes de ràdio i televisió, com Julia en la Onda (Onda Cero, 2010-2011), La linterna (Cadena COPE, des de 2010), La Mañana (Cadena COPE, des de 2010), El món a Rac 1 (Rac 1), 59 segundos (TVE, 2008-2012), Los desayunos de TVE (des de 2009), El debate de La 1 (TVE), Espejo Público (Antena 3), Al rojo vivo (laSexta, des de 2012), Las mañanas de RNE (RNE, des de 2013) o "Es la Mañana de Federico" (esRadio).